# 流行発信ホールディングス
株式会社流行発信ホールディングス（りゅうこうはっしんホールディングス、英: Ryukohasshin Holdings, Inc）は、愛知県名古屋市中区に本社を置く持株会社である。

## 概要
2006年（平成18年）6月、株式会社LRホールディングスとして設立し、2009年（平成21年）10月1日には株式会社流行発信ホールディングスに商号を変更した。
傘下企業には東海3県向けのファッション雑誌『月刊Cheek』や『月刊Spy Master TOKAI』、『月刊 TOKAI SPY GiRL』などを発行する株式会社流行発信（旧・株式会社名古屋流行発信）や、名古屋市にあるコミュニティ放送局のMID-FMなどがある。

## 沿革
- 2006年（平成18年）6月 - 「株式会社LRホールディングス」として設立[2]。
- 2009年（平成21年）
  - 4月 - 株式会社メディアハウスを吸収合併[2]。
  - 12月 - 「株式会社流行発信ホールディングス」に商号を変更[2]。
- 2012年（平成24年）
  - 1月 - 株式会社フロンティアと業務提携し、介護事業に参入。
  - 4月1日 - 住宅型有料老人ホームいぬやまの憩を愛知県犬山市にオープン[2]。
  - 10月 - 有限会社モノプランの全株式を取得し株式会社に組織変更[3]。
- 2014年（平成26年）3月 - 住宅型有料老人ホームてんぱくの憩を名古屋市天白区にオープン[2]。

## 流行発信グループ
- 株式会社流行発信（旧・名古屋流行発信）
- 株式会社名古屋リビング新聞社
- 株式会社MID-FM（名古屋シティエフエム）
- 株式会社ADP
- 株式会社JTN
- 株式会社日本プリコム
- 社会福祉法人志楽園福祉会